# Florin Lovin
Florin Lovin (n. 11 februarie 1982, Piatra Neamț, România) este un fotbalist român retras din activitate, care a jucat pe postul de mijlocaș defensiv.

## Carieră
S-a transferat la Steaua București în vara anului 2004, de la FCM Bacău. A înscris pentru Steaua chiar în meciul de debut, într-o victorie cu 3-1 în fața echipei Farul Constanța. Lovin are în palmares două titluri de campion cu Steaua, o semifinală de Cupa UEFA în sezonul 2005-2006 și două participări consecutive în UEFA Champions League. Înainte de a fi fost membru al clubului militar, a mai jucat pentru Rafinăria Dărmănești și FCM Bacău.
Pe 29 martie 2006 a primit Medalia „Meritul Sportiv” clasa a II-a cu o baretă din partea președintelui României de atunci, Traian Băsescu, pentru că a făcut parte din lotul echipei FC Steaua București care obținuse până la acea dată calificarea în sferturile Cupei UEFA 2005-2006.
În iulie 2009 a semnat un contract pe trei sezoane cu TSV 1860 München, club din liga a doua germană, cu un salariu de 200.000 de euro anual.
Odată cu intrarea în faliment a clubului bavarez, în iulie 2011, Florin Lovin a semnat, liber de contract, cu formația Kerkyra din prima ligă din Grecia.
După un tur de campionat în care nu a reușit să se impună în Grecia, Florin Lovin începe o aventură în campionatul austriac, unde evoluează mai întâi pentru Kapfenberger SV (în returul sezonului 2011-12), iar apoi pentru SV Mattersburg. Jucător de bază la cele două echipe, Lovin cunoaște două retrogradări succesive în liga a doua austriacă, unde a și evoluat în turul sezonului 2013-14, pentru SV Mattersburg.   
A urmat întoarcerea în fotbalul românesc: în returul sezonului 2013-14 Florin Lovin a jucat la FC Oțelul Galați, iar în vara anului 2014 a semnat cu Concordia Chiajna. După 27 de etape la Chiajna, Lovin a părăsit echipa în urma unui conflict cu antrenorul Marius Baciu. 
Din vara anului 2015 este jucătorul echipei Astra Giurgiu, cu care a câștigat titlul de campion al României în sezonul 2015-16 și cu care s-a calificat în grupele UEFA Europa League în sezonul 2016-17.

## Palmares

### Club
Steaua București
- Divizia A: 2004–05, 2005–06
- Supercupa României: 2006

Astra Giurgiu
- Liga I (1): 2015-16
- Supercupa României: 2016